# Afromydaea versatilis
Afromydaea versatilis är en tvåvingeart som först beskrevs av Charles Howard Curran 1938.  Afromydaea versatilis ingår i släktet Afromydaea och familjen husflugor. Inga underarter finns listade i Catalogue of Life.